# Arslan Tash
Arslan Tash – stanowisko archeologiczne w północnej Syrii, identyfikowane dzięki inskrypcjom na kamiennych lwach ze starożytnym miastem Hadatu, założonym najprawdopodobniej w IX w. p.n.e. przez Asyryjczyków.

Plan części skrzydła mieszkalnego asyryjskiego pałacu w Arslan Tash

## Wykopaliska
W 1928 roku prace wykopaliskowe na stanowisku prowadził zespół francuskich archeologów pod kierunkiem François Thureau-Dangina. W ich trakcie odkryto bramy miejskie zdobione monumentalnymi bazaltowymi posągami lwów oraz kamiennymi ortostatami ze scenami parad wojskowych i polowań. W mieście znajdował się kompleks świątynny z wejściem bramnym również zdobionym bazaltowymi posągami lwów. Z kolei wejścia do samej świątyni strzegły monumentalne kamienne posągi byków. Niektóre z bazaltowych lwów noszą akadyjskie, aramejskie i luwijskie inskrypcje Ninurta-bel-uṣura, jednego z podwładnych Szamszi-ilu, asyryjskiego gubernatora miasta Til Barsip (ob. Tall al-Ahmar) w 1 połowie VIII wieku p.n.e. W trakcie wykopalisk odkryto również nowoasyryjski pałac wykonany z cegieł mułowych. Składał się on ze skrzydła oficjalnego z dużym dziedzińcem i salą tronową, oraz ze skrzydła mieszkalnego z mniejszym dziedzińcem i pomieszczeniami prywatnymi. Pałac znany jest z odnalezionej w nim kolekcji przedmiotów z kości słoniowej, wykonanych w stylach syryjskim i fenickim, stanowiących najprawdopodobniej część łupów lub trybutu z Damaszku. W okresie hellenistycznym na miejscu asyryjskiego pałacu wzniesiona została świątynia, którą ozdobiono niektórymi z asyryjskich posągów. 